# Csököly
Csököly là một thị trấn thuộc hạt Somogy, Hungary. Thị trấn này có diện tích 29,84 km², dân số năm 2010 là 1161 người, mật độ 39 người/km².